# Teinophaus saussurei
Teinophaus saussurei är en insektsart som beskrevs av Bruner, L. 1908. Teinophaus saussurei ingår i släktet Teinophaus och familjen gräshoppor. Inga underarter finns listade i Catalogue of Life.